# Rita Fernández Queimadelos
Rita Eugenia Benedicta Fernández Queimadelos (A Cañiza, 12 d'abril de 1911 - Barcelona, 26 de setembre de 2008) va ser una arquitecta espanyola, la segona a obtenir el títol en aquest país.

## Biografia
Va néixer en A Torre, un petit veïnat de Valeixe, parròquia del municipi d'A Cañiza, a la província de Pontevedra. Era filla de Domingo Fernández y Fernández, i de Modesta Queimadelos Vázquez, comerciants i propietaris d'una merceria a Orense, La Modernista. Rita Fernández residí d'infant a la ciutat d'Orense i passava les vacances a A Torre.
Va sentir des de molt jove la vocació per l'arquitectura, possiblement per influència del seu avi matern, Eduardo Queimadelos Ribera, que exercia d'agrimensor en A Cañiza, així com de les feines de fusteria que es duien a terme habitualment a casa. El pare, no obstant això, no veia amb bons ulls aquesta inclinació, en considerar que no es tractava d'una ocupació apropiada per a una dona. Tampoc no li agradava que hagués d'anar-se'n de casa per poder estudiar (aleshores només hi havia dues escoles d'arquitectura a Espanya, a Barcelona i a Madrid). Al final, gràcies al suport de les dues àvies (especialment del de l'àvia materna), va aconseguir que el seu pare hi accedís. L'estatus econòmic de la família, prou folgat gràcies al negoci familiar, va permetre que Rita pogués abordar els estudis d'arquitectura.
El 1928 se'n va anar a viure amb la seva àvia materna a Santiago de Compostel·la. Allí realitzaria cursos preparatoris de Ciències Químiques durant dos anys amb l'objecte de poder accedir als estudis d'arquitectura. Va cursar també dibuix a l'Escola Elemental d'Arts i Oficis de la ciutat (actualment Escola d'Art i Superior de Disseny Mestre Mateo). A l'octubre de 1930 es va instal·lar a Madrid, a la Residència de Senyoretes, amb l'objecte de preparar l'accés a l'Escola d'Arquitectura. En dos cursos acadèmics (1930-1931 i 1931-1932), va passar els exàmens de les assignatures de dibuix que necessitava superar per a matricular-se en arquitectura. Va ingressar a l'escola en el curs acadèmic 1932-33, per cursar el primer d'un total de sis cursos. Durant la seva estada coincidiria amb les integrants de la primera generació d'arquitectes espanyoles: Matilde Ucelay (que el 1936 es va convertir en la primera arquitecta titulada a Espanya), María Cristina Gonzalo Pintor i Lali Urcola.
Entre 1932 i 1936, va superar quatre cursos acadèmics, aprovant totes les assignatures. La Guerra Civil va interrompre la seva trajectòria acadèmica, en tallar-se les classes, i no va poder reprendre els seus estudis fins a 1939. Aquest any i el següent va cursar dos cursos intensius, amb exàmens continus (els denominats "cursos patriòtics"), i va aconseguir llicenciar-se el 26 d'agost de 1940 (al mateix temps, entre novembre de 1939 i maig de 1940 va realitzar el servei d'auxili social, activitat necessària per poder obtenir el títol universitari). En la mateixa època havia obtingut el seu títol també María Cristina Gonzalo Pintor (pel que, considerant que Matilde Ucelay s'havia convertit en la primera arquitecta espanyola després d'obtenir el títol en 1936, Fernández Queimadelos hauria estat, depenent de les fonts la segona o tercera arquitecta titulada a Espanya; Lali Urcola no va acabar la carrera).

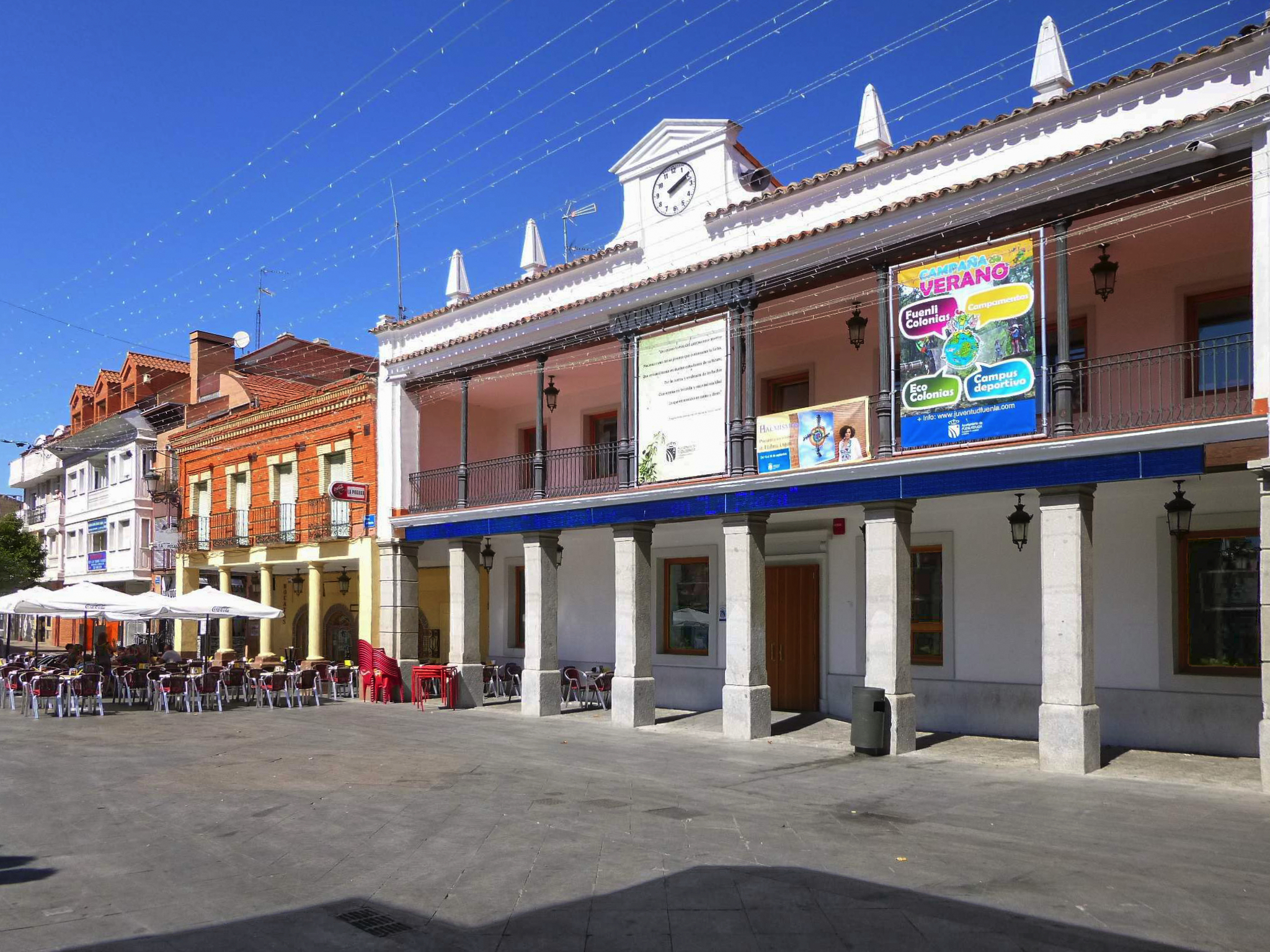
Façana de l'antic ajuntament de Fuenlabrada.

Després d'acabar la carrera, Fernández Queimadelos va rebre la proposta d'un dels seus antics professors, Modesto López-Otero Bravo (catedràtic de Projectes Arquitectònics i director de l'escola) d'unir-se a la Direcció general de Regions Devastades (DGRD). Entre 1941 (data de la seva colegiación) i 1946, treballaria a l'Àrea de Projectes, Negociat d'Arquitectura, de la Secció de Reconstrución de la DGRD. Les seves actuacions més significatives van ser el projecte per a la reconstrucció i rehabilitació del refugi de La nostra Senyora del Pilar del Patronat de Protecció a la Dona (anteriorment Patronat Real per a la repressió del tràfic de blanques) de Sant Fernando d'Henares (1944), que no va arribar a executar-se; una ampliació de la colònia "Tercio y teruel" en Carabanchel Baix (1946); o la reconstrucció de l'antic ajuntament de Fuenlabrada (1946), en l'actualitat centro juvenil. En paral·lel, va executar també alguns treballs en exercici lliure de la professió.
El 22 de maig de 1942 es va casar amb Vicente Iranzo Rubio, llicenciat de la Facultat de Ciències de la Universitat Central i fill de l'antic polític radical i ministre durant el bienni radical-cedista Vicente Iranzo Enguita. Tindrien sis fills: Vicente (1943), Rita (1945), Elena (1947), María dels Dolors (1948), una filla que va morir poc després de néixer (1949) i Pilar (1952). En 1945 es van convocar diverses càtedres de Química Inorgànica. El seu marit, Vicente Iranzo, va optar a diverses d'elles i va obtenir la de la Universitat de Múrcia.[8] L'arquitecta va romandre a Madrid, mentre que el seu marit es quedava a Múrcia els dies de diari i tornava al domicili familiar els caps de setmana. Després del naixement de la seva tercera filla, Elena, al desembre de 1947, va interrompre la seva pràctica professional durant vuit anys.
En 1955, tota la família es va establir a Múrcia i Rita Fernández va reprendre la pràctica professional. De nou un antic professor seu, Francisco Navarro Borrás (que havia estat professor agregat de les assignatures de Mecànica Racional, Càlcul Integral i Topografia i que des de 1941 era arquitecte cap de l'Oficina Tècnica per a Construcció d'Escoles del Ministeri d'Educació), li va oferir treball, proposant el seu nomenament com a arquitecte del Districte Escolar de la Regió de Múrcia, que ocuparia entre 1960 i 1967. Entre 1962 i 1967 va ser també arquitecte municipal de Mula. Va realitzar així mateix treballs com a professional independent, per a la immobiliària Crisa a Múrcia i també a Madrid.
En 1973 la família va tornar a traslladar-se, aquesta vegada a Barcelona. Aquest any, el seu marit va obtenir la plaça de catedràtic de Química Inorgànica Aplicada en la Facultat de Farmàcia de la Universitat Central de Barcelona. Rita Fernández Queimadelos abandonaria la pràctica professional i excepte alguns projectes esporàdics, no va tornar a exercir.
En 2004 van morir successivament la seva filla Elena i el seu marit. Rita Fernández Queimadelos va morir a Barcelona el 26 de setembre de 2008.